# Émile Grosjean-Maupin
Émile Charles Henri Grosjean-Maupin (19 février 1863 - 17 décembre 1933), connu sous le pseudonyme de Fakulo, est un professeur français espérantiste.

## Biographie

### Jeunesse
Émile Grosjean-Maupin nait le 19 février 1863 à Nancy, de Jean Grosjean, libraire et Marie Maupin,. De 1884 à 1887, il étudie à l’École normale supérieure et obtient une agrégation de grammaire.  

### Carrière d’enseignant
En 1887, il donne des cours de langues et de littérature au lycée de Tulle, avant d’être envoyé, par le ministère de l’Instruction publique, en mission d’études en Allemagne de 1888 à 1889,. À son retour en France, il enseigne dans un lycée de Roanne, qu’il quitte en 1890, coupable d’actes scabreux sur un de ses élèves,. Il déménage et s’installe à Paris. Il obtient un poste d’enseignant à l’École alsacienne, qu’il occupe de 1890 à 1894,, ainsi qu’à l’École des Beaux-Arts de Paris où il enseigne la littérature,. À partir de 1897, il est chargé d’éducation artistique à l’école municipale supérieure Turgot,. À propos de ce cours, Émile Grosjean-Maupin explique qu’il doit être « cette éducation, qui ne se confond point avec les cours habituels d’histoire de l’art et qui ne cherche point à accumuler dans le cerveau de l’élève des noms, des faits et des dates qui resteront inertes dans sa mémoire comme des cadavres dans un tombeau, mais bien à faire travailler son esprit, à éveiller son activité et son jugement personnel en le mettant en contact avec les ouvriers mêmes et en lui enseignant à les analyser ».
Longtemps directeur de l'Institut national des jeunes aveugles (1924-1930), il est fait, en 1927, chevalier de la Légion d'honneur,.

### Espérantiste convaincu
Il découvre l’espéranto durant l’Exposition universelle de 1900 et rejoint en 1906 l’un des groupes espérantistes de Paris. Il collabore à la revue Franca Esperantisto de sa création, en 1908, jusqu’en 1921,. Il y tient une rubrique nommée Notes pédagogiques, dans laquelle il répond aux questions sur les règles de grammaire de l’espéranto.
Membre du Comité Linguistique en 1909, puis de l'Académie d'espéranto en 1920, il fut le principal lexicologue de l'espéranto, et un des coauteurs de l'Enciklopedio.

### Retraite et fin de vie
Lorsqu’il prend sa retraite, en septembre 1930, il emménage à Wavrans-sur-Ternoise, où il se dédie à la lexicographie de l’espéranto,. Il y meurt le 16 décembre 1933 et est enterré dans le village voisin de Hernicourt.

## Distinctions
- Officier de l'Instruction publique (1911).
- Médaille d'honneur des assurances sociales (1923).
- Chevalier de la Légion d'honneur (1927).

## Œuvres
Outre de nombreux fascicules, il fut l'auteur des dictionnaires complets espéranto-français (1910) et français-espéranto (1913) et fut directeur du Plena Vortaro de Esperanto (1930).
- Émile Grosjean-Maupin et Michel Becker, Cours élémentaire pratique d’Espéranto d’après la méthode directe combinée, Paris, Hachette Livre, 1909 (lire en ligne)
- Dictionnaire complet espéranto-français, Paris, Hachette, 1910
- Dictionnaire usuel espéranto-français, Paris, Hachette, 1910